# Kaštel Gospodnetić u Dolu
Kaštel Gospodnetić, kaštel u Dolu, općina Postira, na otoku Braču; zaštićeno kulturno dobro.

## Opis dobra
Kuća Gospodnetić u Dolu na Braču smještena je na padini u sjeveroistočnom dijelu naselja. Oko sklopa je zid sa skarpom i kordonskim vijencem, ostatak nekadašnjeg obrambenog dvorišta na kojem je lučni ulaz s bunjatom i bogatim baroknim grbom plemićke obitelji Gospodnetić. Kuća je dvokatnica u obliku slova L s ugaonom kulom na sjeverozapadu i vrijedan je primjer stambene arhitekture s monumentalnim krovom pokrivenim nepravilnim kamenim pločama. Sklop Gospodnetić je građen kao utvrđeni dvorac 17. st., a nakon temeljite obnove koncem 19. st. sačuvan je izvorni interijer i kontinuitet stanovanja obitelji Gospodnetić od vremena izgradnje kaštela.

## Zaštita
Pod oznakom Z-4777 zavedena je kao nepokretno kulturno dobro - pojedinačno, pravna statusa zaštićena kulturnog dobra, klasificirano kao "profana graditeljska baština".